# Carache (municipalité)
Pour les articles homonymes, voir Carache.
Carache est l'une des vingt municipalités de l'État de Trujillo au Venezuela. Son chef-lieu est Carache. En 2011, la population s'élève à 27 358 habitants.

## Géographie

### Subdivisions
La municipalité est divisée en cinq paroisses civiles avec, chacune à sa tête, une capitale (entre parenthèses) :
- Carache (Carache) ;
- Cuicas (Cuicas) ;
- La Concepción (La Concepción) ;
- Panamericana (El Zapatero) ;
- Santa Cruz (La Cuchilla).